# Velká mše c moll (Mozart)
Velká mše c moll (Große Messe in c-Moll), K. 427/417a, je slavnostní mše (missa solemnis), kterou zkomponoval Wolfgang Amadeus Mozart ve Vídni v letech 1782 a 1783. První provedení se uskutečnilo v Salcburku 26. října 1783. Dílo pro dva sólové soprány, tenor, bas, dva sbory a rozsáhlý orchestr zůstalo nedokončené, chybějí velké části Creda a celé Agnus Dei.

## Vznik a první provedení

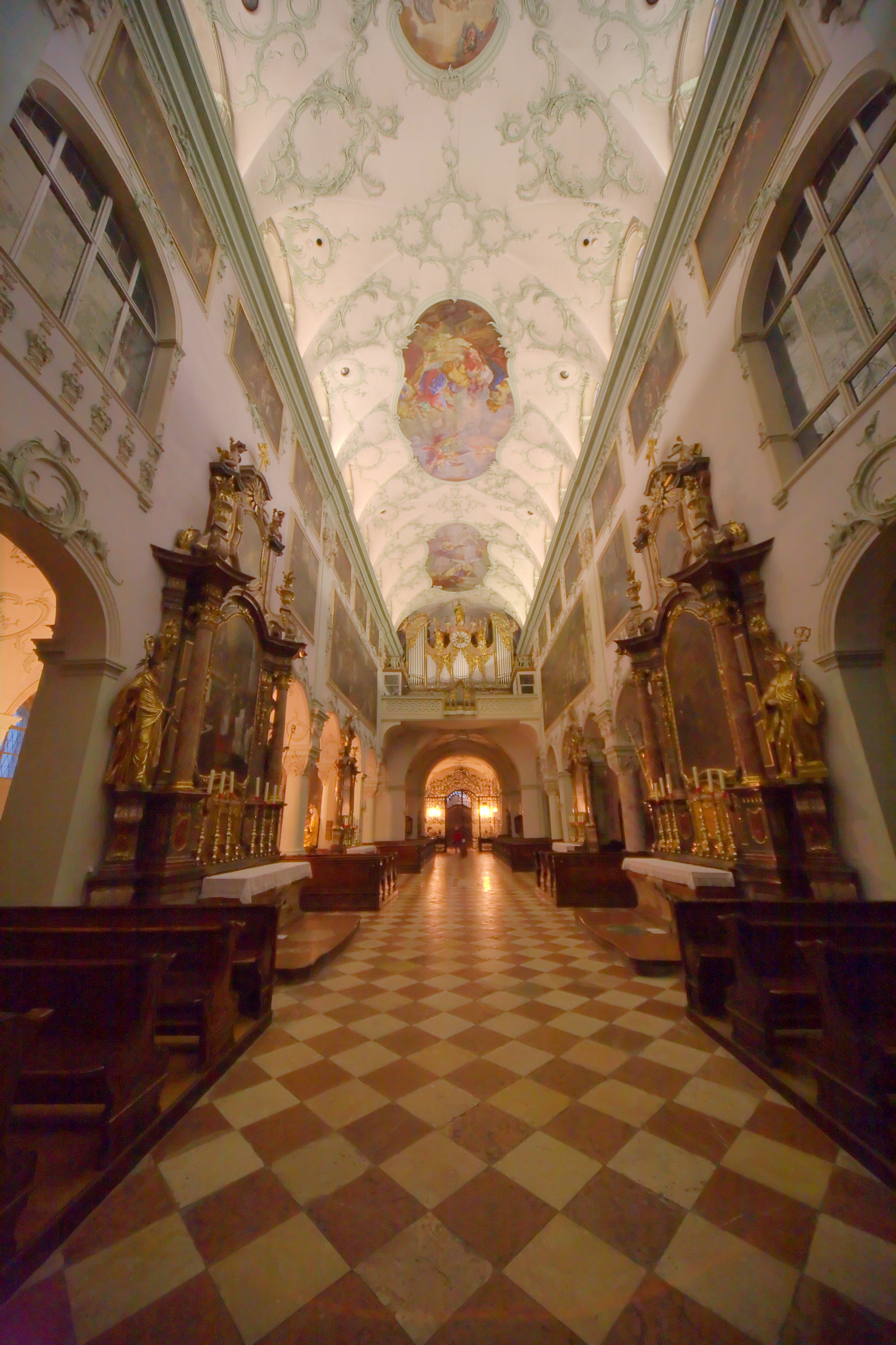
Interiér chrámu opatství sv. Petra

Mozart zkomponoval mši c moll v letech 1782-83, poté, co v roce 1781 opustil svoji pozici chrámového skladatele Salcburské katedrály, přestěhoval se do Vídně, a věnoval se především světské hudbě – skládal symfonie, koncerty a opery. Ve svém dopise otci Leopoldovi datovaném 4. ledna 1783 zmiňuje starší slib, že napíše mši, když svou tehdejší snoubenku Constanze přiveze jako svou ženu do Salcburku.
Premiéra mše c moll se uskutečnila 26. října 1783 při návštěvě Mozarta a jeho ženy Constanze v Salcburku, kde se Constanze poprvé setkala s Mozartovým otcem a sestrou (Nannerl).
Provedení v chrámu arciopatství sv. Petra v Salcburku v rámci římskokatolické mše sestávalo z Kyrie, Gloria a Sanctus. Constanze při premiéře zpívala sólo „Et incarnatus est“. Účinkující byly členy Hofmusik – hudebníci ze Salcburského knížecího arcibiskupství knížete-arcibiskupa Jeronýma z Colloreda, tedy Mozartovi bývalí kolegové. Generální zkouška se konala v blízkém Kapellhaus 23. října 1783.

## Zdroje a úpravy
Dílo je neúplné, chybí část Creda po árii „Et incarnatus est“ (orchestrace Creda je také neúplná) a celé Agnus Dei. Sanctus je částečně ztracený a vyžaduje rekonstrukci.
Vzhledem k absolutní nezbytnosti úplného textu pro liturgické účely Mozart pravděpodobně spojil pro premiéru skladby ze svých dřívějších mší,, ačkoli Richard Maunder zmínil, že zachovalé části (včetně varhanní části) obsahují pouze dokončené věty skladby.
Hudbu z Kyrie a Gloria Mozart znovu použil téměř beze změn v kantátě Davidde penitente, K. 469. Existuje řada spekulací zabývajících se důvody, proč dílo zůstalo nedokončené.
Pro účely moderního provedení jsou dostupné edice a dokončení jejichž autory jsou H. C. Robbins Landon (Eulenburg), Helmut Eder (Bärenreiter), Richard Maunder (Oxford University Press), Philip Wilby (Novello), Robert Levin (Carus-Verlag) a Benjamin-Gunnar Cohrs (Musikproduktion Höflich). Agnus Dei také dopsal Robert Xavier Rodriguez. Zatímco Robbins Landon, Eder a Maunder se pouze snažili doplnit chybějící orchestraci a sborové části v Krédu a Sanctus, Wilby, Levin a Cohrs zkomponovali tyto části znovu použitím parafrází a rozvinutím zlomků vytvořených Mozartem.

## Struktura
- Kyrie (Andante moderato: Sbor a Soprán)
- Gloria
  - Gloria in excelsis Deo (Allegro vivace: Sbor)
  - Laudamus te (Allegro aperto: Soprán II)
  - Gratias agimus tibi (Adagio: Sbor)
  - Domine Deus (Allegro moderato: Soprány I a II)
  - Qui tollis (Largo: Dva sbory)
  - Quoniam tu solus (Allegro: Soprány I a II, Tenor)
  - Jesu Christe (Adagio: Sbor) – Cum Sancto Spiritu (Sbor)
- Credo
  - Credo v unum Deum (Allegro maestoso: Sbor)
  - Et incarnatus est (Andante: Soprán I)
- Sanctus (Largo: Dva sbory)
  - Benedictus qui venit (Allegro comodo: Kvartet a Dva sbory)

## Vliv
Dílo ztělesňuje okázalost a slavnostnost spojenou se salcburskou tradicí té doby, ale také anticipuje symfonické mše Josepha Haydna, které kombinují sólové části se sborovými. Rozpoznatelný je vliv Bacha a Händela, jejichž hudbu Mozart v té době studoval (viz Gottfried van Swieten).
Papež František v červnu 2015 prohlásil, že část Et incarnatus est „je jedinečná; pozvedá vás k Bohu!“
Dne 20. srpna 2016 provedl dirigent Ilan Volkov s BBC Scottish Symphony Orchestra, BBC Symphony Chorus a sólisty Louisem Alderer, Carolyn Sampson, Benjamin Hulett a Matthew Rose rokonstruovanou verzi, jejímž autorem je Helmut Eder.

## Nahrávky
- Mozart: Mass in C minor – Edith Wiens (soprán), Delores Ziegler (mezzo-soprán), John Aler (tenor), William Stone (baryton), Atlanta Symphony Orchestra a Sbor, Robert Shaw (dirigent). Label: Telarc, 1988.[8]
- Mozart: Great Choral Works – Helen Donath (Soprán), Heather Harper (Soprán), Ryland Davies (Tenor), Stafford Dean (Bass), London Symphony Orchestra & Sbor, Sir Colin Davis (dirigent). Label: Philips Classics Records, nahráno v únoru 1971.[9]
- Mozart: Mass in C minor, K. 427 (417a) "Great" – Barbara Schlick (soprán), Monika Frimmer (soprán), Christoph Prégardien (tenor), Klaus Mertens (bass), Collegium Cartusianum Orchestra, Cologne Chamber Choir, Peter Neumann (dirigent). Label: Virgin Classics, 1988/1990/2008
- Verze Roberta Levina: Diana Damrau, Juliane Banse, Lothar Odinius, Markus Marquardt, Gächinger Kantorei, Bach-Collegium Stuttgart, Helmuth Rilling, Rheingau Musik Festival 2006
- John Eliot Gardiner, English Baroque Soloists, Monteverdi Choir, Sylvia McNair, Diana Montague, Anthony Rolfe Johnson, Cornelius Hauptmann, společnost: Deutsche Grammophon, 1988.
- Leonard Bernstein, Symphonický orchestr bavorského rozhlasu, Arleen Auger, Frederica von Stade, Frank Lopardo, Cornelius Hauptmann, společnost: Deutsche Grammophon 431 791-2, 1991.[10]
- Raymond Leppard, New Philharmonia Orchestra, Ileana Cotrubaș (soprán), Kiri Te Kanawa (soprán), Werner Krenn (tenor), Hans Sotin (bass), John Alldis Choir (John Alldis, sbory nadřízené). Label: EMI, 1974
- James Levine, Kathleen Battle, Martin Haselböck, Wiener Philharmoniker, Label: Deutsche Grammophon, 1998.
- Verze Richarda Maundera: Christopher Hogwood, Academy of Ancient Music, Westminster College Quiristers, Winchester Cathedral Choir, Arleen Auger (soprán), Lynne Dawson (soprán), John-Mark Ainsley (tenor), David Thomas (bass) Label: L'Oiseau-Lyre/Decca, nahráno 1990, vydáno 1993.[11]
- Ferenc Fricsay, Berlin Radio Symphony Orchestra, Chor der St. Hedwigs-Kathedrale Berlin, Maria Stader, Hertha Töpper, Ernst Haefliger, Ivan Sardi. Label: Deutsche Grammophon, 1960.